# Miki Koyama
Miki Koyama (小山 美姫, Koyama Miki), née le 5 septembre 1997 à Yokohama, est une pilote automobile japonaise. Elle a participé à la W Series de 2019 à 2021.

## Biographie
Après avoir commencé sa carrière en karting, Koyama intègre la Formula Toyota Racing School pour ensuite rejoindre le championnat japonais de F4 en 2015. Elle devient la première lauréate féminine de la Kyojo Cup Series en 2017 et réitère cette performance en 2018.
En 2019, Koyama est annoncée parmi les 18 pilotes de la saison inaugurale de la W Series. Lors de la première manche à Hockenheim, elle se qualifie dix-septième et termine la course septième en signant le meilleur tour. Durant le reste de la saison, elle termine à trois autres reprises dans les points et termine septième du championnat avec 30 points et est appelée à disputer la saison 2020 . Cependant la saison étant annulée en raison de la pandémie de covid-19, elle effectue alors une pige en Formule Régionale Japonaise.
Koyama revient en W Series pour la saison 2021 où elle se classe quatorzième avec 14 points. Elle effectue également une pige en Super Formula Lights pour la manche du Fuji Speedway.
Après deux saisons en W Series, Koyama est nommée pilote "Driver Challenge" au sein de la Toyota Gazoo Racing Academy pour la saison 2022 et rejoint le Championnat du Japon de Formule Régionale au sein de l'équipe Super License. Elle remporte sept victoire et décroche le titre lors de la manche de Fuji. Elle devient la première femme à remporter un championnat de monoplace mixte certifié par la FIA,.
Le 7 février 2023, Koyama est annoncée comme troisième pilote chez Anest Iwata Racing with Arnage pour la saison 2023 de Super GT. Elle devient la première femme à participer à ce championnat depuis Cyndie Allemann en 2012. Elle passe avec succès les tests-rookies organisés le 21 avril à Fuji.

## Carrière

### Résultats en course automobile
| Saison    | Championnat                       | Écurie                         | Courses | Victoires | Pole positions | Meilleurs tours | Podiums | Points | Classement |
| --------- | --------------------------------- | ------------------------------ | ------- | --------- | -------------- | --------------- | ------- | ------ | ---------- |
| 2015      | Championnat du Japon de Formule 4 | miNami aoYama with SARD        | 4       | 0         | 0              | 0               | 0       | 0      | n.c        |
| 2016      | Championnat du Japon de Formule 4 | miNami aoYama with SARD        | 6       | 0         | 0              | 0               | 0       | 0      | n.c        |
| 2017      | Championnat du Japon de Formule 4 | Ieprix Sports                  | 13      | 0         | 0              | 0               | 0       | 0      | 34e        |
| 2018      | Championnat du Japon de Formule 4 | Field Motorsports              | 14      | 0         | 0              | 0               | 0       | 10     | 15e        |
| 2019      | W Series                          | Hitech GP                      | 6       | 0         | 0              | 1               | 0       | 30     | 7e         |
| 2019      | F3 Asian Winter Series            | B-Max Racing                   | 3       | 0         | 0              | 0               | 0       | 0      | n.c        |
| 2019      | Championnat d'Asie de Formule 3   | B-Max Racing                   | 3       | 0         | 0              | 0               | 0       | 18     | 15e        |
| 2019      | Championnat d'Asie de Formule 3   | BlackArts Racing               | 3       | 0         | 0              | 0               | 0       | 18     | 15e        |
| 2019      | Championnat du Japon de Formule 4 | Honda Formula Dream Project    | 10      | 0         | 0              | 0               | 0       | 7      | 17e        |
| 2019-2020 | Championnat d'Asie de Formule 3   | B-Max Racing                   | 3       | 0         | 0              | 0               | 0       | 3      | 16e        |
| 2020      | Formule Régionale Japon           | Zap Speed                      | 2       | 0         | 0              | 0               | 0       | 16     | 20e        |
| 2021      | W Series                          | Sirin Racing                   | 8       | 0         | 0              | 0               | 0       | 14     | 14e        |
| 2021      | Super Formula Lights              | B-Max Engineering              | 3       | 0         | 0              | 0               | 0       | 0      | 13e        |
| 2022      | Formule Régionale Japon           | Super License                  | 17      | 7         | 5              | 8               | 17      | 349    | Championne |
| 2023      | Super GT                          | Anest Iwata Racing with Arnage | 5       | 0         | 0              | 0               | 0       | 0      | 29e        |
| 2023      | GP de Macao de Formule 4          | Super License                  | 2       | 0         | 0              | 0               | 0       | N/A    | Abandon    |
| 2024      | Super GT                          | R'Qs Motor Sports              | 3       | 0         | 0              | 0               | 0       | 0      | n.c        |
| 2025      | Super GT                          | APR Motorsports                |         |           |                |                 |         |        |            |